# San Vicente y las Granadinas en los Juegos Olímpicos de Londres 2012
San Vicente y las Granadinas estuvieron representadas en los Juegos Olímpicos de Londres 2012 con un total de 3 deportistas (2 hombres y 1 mujer), que compitieron en 2 deportes. El responsable del equipo olímpico es el Comité Olímpico de San Vicente y las Granadinas.
La portadora de la bandera en la ceremonia de apertura fue la atleta Kineke Alexander, y en la de clausura el atleta Courtney Carl Williams. El equipo olímpico sanvicentino no obtuvo ninguna medalla en estos Juegos.

## Deportistas
La siguiente tabla muestra el número de deportistas en cada disciplina:
| Deporte   | Hombres | Mujeres | Total |
| --------- | ------- | ------- | ----- |
| Atletismo | 1       | 1       | 2     |
| Natación  | 1       | 0       | 1     |
| Total     | 2       | 1       | 3     |

## Atletismo
Masculino
| Atleta                 | Evento | Series    | Series   | Semifinal | Semifinal | Final     | Final     |
| Atleta                 | Evento | Resultado | Posición | Resultado | Posición  | Resultado | Posición  |
| ---------------------- | ------ | --------- | -------- | --------- | --------- | --------- | --------- |
| Courtney Carl Williams | 100 m  | 10.80     | 3        | No avanzó | No avanzó | No avanzó | No avanzó |

Femenino
| Atleta           | Evento | Series    | Series   | Semifinal | Semifinal | Final     | Final     |
| Atleta           | Evento | Resultado | Posición | Resultado | Posición  | Resultado | Posición  |
| ---------------- | ------ | --------- | -------- | --------- | --------- | --------- | --------- |
| Kineke Alexander | 400 m  | DNF       | DNF      | No avanzó | No avanzó | No avanzó | No avanzó |

## Natación
San Vicente y las Granadinas clasificó un nadador por invitación de la FINA.
Masculino
| Atleta        | Evento     | Series | Series   | Semifinal | Semifinal | Final     | Final     |
| Atleta        | Evento     | Tiempo | Posición | Tiempo    | Posición  | Tiempo    | Posición  |
| ------------- | ---------- | ------ | -------- | --------- | --------- | --------- | --------- |
| Tolga Akcayli | 50 m libre | 26.27  | 45       | No avanzó | No avanzó | No avanzó | No avanzó |